# Nanteuil-Notre-Dame
Nanteuil-Notre-Dame är en kommun i departementet Aisne i regionen Hauts-de-France i norra Frankrike. Kommunen ligger  i kantonen Fère-en-Tardenois som ligger i arrondissementet Château-Thierry. År 2022 hade Nanteuil-Notre-Dame 83 invånare.

## Befolkningsutveckling
Antalet invånare i kommunen Nanteuil-Notre-Dame
Referens: INSEE